# 5630 (année hébraïque)
5630 (hébreu : ה'תר"ל , abbr. : תר"ל) est une année hébraïque qui a commencé à la veille au soir du 6 septembre 1869 et s'est finie le 25 septembre 1870. Cette année a compté 385 jours. Ce fut une année embolismique dans le cycle métonique, avec deux mois de Adar - Adar I et Adar II. Ce fut la seconde année depuis la dernière année de chemitta.

## Calendrier
Ce calendrier hébraïque de l'année 5630 donne les correspondances avec les dates du calendrier grégorien.
Le premier nombre dans chaque case correspond au jour du mois hébraïque. Les jours en couleurs sont des jours remarquables juifs .
| ◄◄ | 5630 | ►► |

## Naissances
- Boruch Ber Leibowitz

## Décès
5625 - 5626 - 5627 - 5628 - 5629 - 5630 - 5631 - 5632 - 5633 - 5634 - 5635